# Фальзарон (кратер)
Фальзарон (лат. Falsaron) — 424-километровый ударный кратер на Япете (спутнике Сатурна). Расположен в области Кассини, внутри крупнейшего на Япете кратера Абим. Координаты центра — 33°48′ с. ш. 82°36′ з. д. / 33,8° с. ш. 82,6° з. д. Внутри кратера Фальзарон находится 50-километровый кратер Дапамор.
Кратер Фальзарон назван именем одного из персонажей французского эпоса «Песнь о Роланде» (брата повелителя мавров Марсилия; имя Фальзарон означает «ложный», «лживый»). Это название было утверждено Международным астрономическим союзом в 2008 году.
Фальзарон — пятый по величине кратер Япета после кратеров Абим, Торжис, Анжелье и Жерен. Тем не менее он входит в число крупнейших ударных кратеров Солнечной системы.